# Single numer jeden w roku 2021 (Rosja)
Notowania City & Country Radio Hits, City & Country YouTube Hits oraz City & Country Radio & YouTube Hits publikowane i kompletowane są przez portal internetowy Tophit w oparciu o cotygodniowe wyniki odtworzeń w stacjach radiowych w Rosji. Poniżej znajduje się tabela prezentująca najpopularniejsze single na wybranych listach w danych tygodniach w roku 2021.
W 2021 dwanaście utworów różnych artystów osiągnęło szczyt rosyjskiego notowania Tophit Radio Hits, licząc utwór „Mnogotochi’ja” Zivert, który już pod koniec 2020 znalazł się na pierwszym miejscu listy.
W przypadku listy Tophit YouTube Hits szczyt osiągnęło dziewięć utworów w wykonaniu różnych artystów.
Na liście Tophit Radio & YouTube Hits szczyt osiągnęło dziesięć singli w wykonaniu różnych artystów, licząc także utwór „Junost’” w wykonaniu Dabro, który już od sierpnia 2020 roku okupował listę.

## Historia notowania
| Data publikacji | Radio Hits                       | Radio Hits                                                                                   | Radio Hits      | Radio Hits | YouTube Hits      | YouTube Hits            | YouTube Hits    | YouTube Hits | Radio & YouTube Hits       | Radio & YouTube Hits                                                                         | Radio & YouTube Hits | Radio & YouTube Hits |
| Data publikacji | Tytuł                            | Artysta                                                                                      | Ilość odtworzeń | Źr.        | Tytuł             | Artysta                 | Ilość odtworzeń | Źr.          | Tytuł                      | Artysta                                                                                      | Ilość odtworzeń      | Źr.                  |
| --------------- | -------------------------------- | -------------------------------------------------------------------------------------------- | --------------- | ---------- | ----------------- | ----------------------- | --------------- | ------------ | -------------------------- | -------------------------------------------------------------------------------------------- | -------------------- | -------------------- |
| 1 stycznia      | „Mnogotochi’ja”                  | Zivert                                                                                       | 44 310          | [ 4 ]      | „Jagoda malinka”  | Habib                   | 4 762 443       | [ 5 ]        | „Junost’”                  | Dabro                                                                                        | 26 400 / 3 572 510   | [ 6 ]                |
| 8 stycznia      | „Mnogotochi’ja”                  | Zivert                                                                                       | 47 141          | [ 7 ]      | „Jagoda malinka”  | Habib                   | 4 217 987       | [ 8 ]        | „Junost’”                  | Dabro                                                                                        | 29 090 / 2 629 608   | [ 9 ]                |
| 15 stycznia     | „Mnogotochi’ja”                  | Zivert                                                                                       | 48 391          | [ 10 ]     | „Jagoda malinka”  | Habib                   | 5 036 853       | [ 11 ]       | „Junost’”                  | Dabro                                                                                        | 25 423 / 3 199 711   | [ 12 ]               |
| 22 stycznia     | „Mnogotochi’ja”                  | Zivert                                                                                       | 48 265          | [ 13 ]     | „Jagoda malinka”  | Habib                   | 5 825 403       | [ 14 ]       | „Jagoda malinka”           | Habib                                                                                        | 8 538 / 5 825 403    | [ 15 ]               |
| 29 stycznia     | „Mnogotochi’ja”                  | Zivert                                                                                       | 46 654          | [ 16 ]     | „Jagoda malinka”  | Habib                   | 6 129 203       | [ 17 ]       | „Jagoda malinka”           | Habib                                                                                        | 8 508 / 6 129 203    | [ 18 ]               |
| 5 lutego        | „Mnogotochi’ja”                  | Zivert                                                                                       | 39 791          | [ 19 ]     | „Jagoda malinka”  | Habib                   | 6 577 444       | [ 20 ]       | „Jagoda malinka”           | Habib                                                                                        | 8 138 / 6 577 444    | [ 21 ]               |
| 12 lutego       | „Wenera-Jupiter”                 | Vanya Dmitrienko                                                                             | 47 392          | [ 22 ]     | „Jagoda malinka”  | Habib                   | 6 753 559       | [ 23 ]       | „Jagoda malinka”           | Habib                                                                                        | 11 134 / 6 753 559   | [ 24 ]               |
| 19 lutego       | „Wenera-Jupiter”                 | Vanya Dmitrienko                                                                             | 48 771          | [ 25 ]     | „Jagoda malinka”  | Habib                   | 7 505 621       | [ 26 ]       | „Jagoda malinka”           | Habib                                                                                        | 11 130 / 7 505 621   | [ 27 ]               |
| 26 lutego       | „Wenera-Jupiter”                 | Vanya Dmitrienko                                                                             | 50 580          | [ 28 ]     | „Jagoda malinka”  | Habib                   | 6 468 946       | [ 29 ]       | „Jagoda malinka”           | Habib                                                                                        | 10 672 / 6 468 946   | [ 30 ]               |
| 5 marca         | „Wenera-Jupiter”                 | Vanya Dmitrienko                                                                             | 52 920          | [ 31 ]     | „Jagoda malinka”  | Habib                   | 7 223 324       | [ 32 ]       | „Jagoda malinka”           | Habib                                                                                        | 9 571 / 7 223 324    | [ 33 ]               |
| 12 marca        | „Wenera-Jupiter”                 | Vanya Dmitrienko                                                                             | 54 241          | [ 34 ]     | „Jagoda malinka”  | Habib                   | 5 922 147       | [ 35 ]       | „Jagoda malinka”           | Habib                                                                                        | 11 515 / 5 922 147   | [ 36 ]               |
| 19 marca        | „Wenera-Jupiter”                 | Vanya Dmitrienko                                                                             | 53 624          | [ 37 ]     | „Jagoda malinka”  | Habib                   | 6 060 645       | [ 38 ]       | „Jagoda malinka”           | Habib                                                                                        | 10 343 / 6 060 645   | [ 39 ]               |
| 26 marca        | „Wenera-Jupiter”                 | Vanya Dmitrienko                                                                             | 53 024          | [ 40 ]     | „Jagoda malinka”  | Habib                   | 5 537 976       | [ 41 ]       | „Jagoda malinka”           | Habib                                                                                        | 10 040 / 5 537 976   | [ 42 ]               |
| 2 kwietnia      | „Your Love (9PM)”                | ATB, Topic, A7S                                                                              | 39 420          | [ 43 ]     | „Nowa’ja wolna”   | DJ Smash i Morgenshtern | 6 399 212       | [ 44 ]       | „Nowa’ja wolna”            | DJ Smash i Morgenshtern                                                                      | 656 / 6 399 212      | [ 45 ]               |
| 9 kwietnia      | „Your Love (9PM)”                | ATB, Topic, A7S                                                                              | 39 310          | [ 46 ]     | „Jagoda malinka”  | Habib                   | 4 706 474       | [ 47 ]       | „Jagoda malinka”           | Habib                                                                                        | 8 695 / 4 706 474    | [ 48 ]               |
| 16 kwietnia     | „Your Love (9PM)”                | ATB, Topic, A7S                                                                              | 40 809          | [ 49 ]     | „Jagoda malinka”  | Habib                   | 4 322 873       | [ 50 ]       | „Jagoda malinka”           | Habib                                                                                        | 8 915 / 4 322 873    | [ 51 ]               |
| 23 kwietnia     | „Your Love (9PM)”                | ATB, Topic, A7S                                                                              | 41 105          | [ 52 ]     | „Jagoda malinka”  | Habib                   | 4 025 791       | [ 53 ]       | „Jagoda malinka”           | Habib                                                                                        | 8 613 / 4 025 791    | [ 54 ]               |
| 30 kwietnia     | „La Di Die”                      | Nessa Barrett, gościnnie: Jxdn                                                               | 37 147          | [ 55 ]     | „Jagoda malinka”  | Habib                   | 4 505 582       | [ 56 ]       | „Jagoda malinka”           | Habib                                                                                        | 8 151 / 4 505 582    | [ 57 ]               |
| 7 maja          | „Astronaut in the Ocean”         | Masked Wolf                                                                                  | 38 885          | [ 58 ]     | „Jagoda malinka”  | Habib                   | 3 884 403       | [ 59 ]       | „Jagoda malinka”           | Habib                                                                                        | 5 884 / 3 884 403    | [ 60 ]               |
| 14 maja         | „Astronaut in the Ocean”         | Masked Wolf                                                                                  | 37 311          | [ 61 ]     | „Show”            | Morgenshtern            | 5 075 042       | [ 62 ]       | „Show”                     | Morgenshtern                                                                                 | b.d. / 5 075 042     | [ 63 ]               |
| 21 maja         | „Goosebumps”                     | HVME                                                                                         | 38 888          | [ 64 ]     | „Russian Woman”   | Maniża                  | 5 883 310       | [ 65 ]       | „Russian Woman”            | Maniża                                                                                       | b.d. / 5 883 310     | [ 66 ]               |
| 28 maja         | „Your Love (9PM)”                | ATB, Topic, A7S                                                                              | 35 945          | [ 67 ]     | „Pablo”           | Morgenshtern            | 3 875 039       | [ 68 ]       | „Jagoda malinka”           | Habib                                                                                        | 7 381 / 3 525 120    | [ 69 ]               |
| 4 czerwca       | „Montero (Call Me by Your Name)” | Lil Nas X                                                                                    | 35 211          | [ 70 ]     | „Jagoda malinka”  | Habib                   | 3 523 111       | [ 71 ]       | „Jagoda malinka”           | Habib                                                                                        | 6 922 / 3 523 111    | [ 72 ]               |
| 11 czerwca      | „Bed”                            | Joel Corry, Raye, David Guetta                                                               | 35 737          | [ 73 ]     | „Jagoda malinka”  | Habib                   | 3 535 962       | [ 74 ]       | „Jagoda malinka”           | Habib                                                                                        | 8 946 / 3 535 962    | [ 75 ]               |
| 18 czerwca      | „Bed”                            | Joel Corry, Raye, David Guetta                                                               | 33 583          | [ 76 ]     | „Jagoda malinka”  | Habib                   | 3 235 738       | [ 77 ]       | „Jagoda malinka”           | Habib                                                                                        | 6 911 / 3 235 738    | [ 78 ]               |
| 25 czerwca      | „Rampampam”                      | Minelli                                                                                      | 38 829          | [ 79 ]     | „Jagoda malinka”  | Habib                   | 3 448 586       | [ 80 ]       | „Rampampam”                | Minelli                                                                                      | 38 829 / 779 972     | [ 81 ]               |
| 2 lipca         | „Rampampam”                      | Minelli                                                                                      | 40 374          | [ 82 ]     | „Jagoda malinka”  | Habib                   | 3 347 949       | [ 83 ]       | „Rampampam”                | Minelli                                                                                      | 40 374 / 1 041 168   | [ 84 ]               |
| 9 lipca         | „Rampampam”                      | Minelli                                                                                      | 38 688          | [ 85 ]     | „Jagoda malinka”  | Habib                   | 3 256 237       | [ 86 ]       | „Rampampam”                | Minelli                                                                                      | 38 688 / 1 344 873   | [ 87 ]               |
| 16 lipca        | „Bad Habits”                     | Ed Sheeran                                                                                   | 41 176          | [ 88 ]     | „Jagoda malinka”  | Habib                   | 3 220 052       | [ 89 ]       | „Rampampam”                | Minelli                                                                                      | 40 101 / 1 478 559   | [ 90 ]               |
| 23 lipca        | „Bad Habits”                     | Ed Sheeran                                                                                   | 42 833          | [ 91 ]     | „Jagoda malinka”  | Habib                   | 3 018 019       | [ 92 ]       | „Rampampam”                | Minelli                                                                                      | 40 588 / 1 424 130   | [ 93 ]               |
| 30 lipca        | „Bad Habits”                     | Ed Sheeran                                                                                   | 46 576          | [ 94 ]     | „Jagoda malinka”  | Habib                   | 2 917 391       | [ 95 ]       | „Rampampam”                | Minelli                                                                                      | 40 577 / 1 479 125   | [ 96 ]               |
| 6 sierpnia      | „Bad Habits”                     | Ed Sheeran                                                                                   | 47 307          | [ 97 ]     | „Jagoda malinka”  | Habib                   | 2 912 285       | [ 98 ]       | „Rampampam”                | Minelli                                                                                      | 43 902 / 1 415 455   | [ 99 ]               |
| 13 sierpnia     | „Rampampam”                      | Minelli                                                                                      | 43 152          | [ 100 ]    | „Jagoda malinka”  | Habib                   | 2 905 926       | [ 101 ]      | „Rampampam”                | Minelli                                                                                      | 43 152 / 1 326 982   | [ 102 ]              |
| 20 sierpnia     | „Bad Habits”                     | Ed Sheeran                                                                                   | 40 112          | [ 103 ]    | „Jagoda malinka”  | Habib                   | 2 896 448       | [ 104 ]      | „Rampampam”                | Minelli                                                                                      | 40 016 / 1 230 301   | [ 105 ]              |
| 27 sierpnia     | „Rampampam”                      | Minelli                                                                                      | 44 891          | [ 106 ]    | „Dinero”          | Morgenshtern            | 3 136 977       | [ 107 ]      | „Rampampam”                | Minelli                                                                                      | 44 891 / 1 046 355   | [ 108 ]              |
| 3 września      | „Rampampam”                      | Minelli                                                                                      | 40 252          | [ 109 ]    | „Jagoda malinka”  | Habib                   | 2 561 988       | [ 110 ]      | „Rampampam”                | Minelli                                                                                      | 40 252 / 991 312     | [ 111 ]              |
| 10 września     | „Rampampam”                      | Minelli                                                                                      | 43 614          | [ 112 ]    | „Jagoda malinka”  | Habib                   | 2 639 864       | [ 113 ]      | „Rampampam”                | Minelli                                                                                      | 43 614 / 1 034 045   | [ 114 ]              |
| 17 września     | „Rampampam”                      | Minelli                                                                                      | 45 708          | [ 115 ]    | „Jagoda malinka”  | Habib                   | 2 769 800       | [ 116 ]      | „Rampampam”                | Minelli                                                                                      | 45 708 / 988 785     | [ 117 ]              |
| 24 września     | „Bad Habits”                     | Ed Sheeran                                                                                   | 45 091          | [ 118 ]    | „Jagoda malinka”  | Habib                   | 2 769 800       | [ 119 ]      | „Bad Habits”               | Ed Sheeran                                                                                   | 45 091 / b.d.        | [ 120 ]              |
| 1 października  | „Bad Habits”                     | Ed Sheeran                                                                                   | 49 040          | [ 121 ]    | „Juicy”           | Instasamka              | 2 956 048       | [ 122 ]      | „Bad Habits”               | Ed Sheeran                                                                                   | 49 040 / b.d.        | [ 123 ]              |
| 8 października  | „Bad Habits”                     | Ed Sheeran                                                                                   | 49 837          | [ 124 ]    | „Jagoda malinka”  | Habib                   | 2 836 278       | [ 125 ]      | „Bad Habits”               | Ed Sheeran                                                                                   | 49 837 / b.d.        | [ 126 ]              |
| 15 października | „Bad Habits”                     | Ed Sheeran                                                                                   | 46 157          | [ 127 ]    | „Jagoda malinka”  | Habib                   | 2 971 885       | [ 128 ]      | „Bad Habits”               | Ed Sheeran                                                                                   | 46 157 / b.d.        | [ 129 ]              |
| 22 października | „Bad Habits”                     | Ed Sheeran                                                                                   | 47 455          | [ 130 ]    | „Jagoda malinka”  | Habib                   | 3 019 001       | [ 131 ]      | „Bad Habits”               | Ed Sheeran                                                                                   | 47 455 / b.d.        | [ 132 ]              |
| 29 października | „Bad Habits”                     | Ed Sheeran                                                                                   | 42 812          | [ 133 ]    | „Kto ubil Marka?” | Oxxxymiron              | 5 427 110       | [ 134 ]      | „Kto ubil Marka?”          | Oxxxymiron                                                                                   | b.d. / 5 427 110     | [ 135 ]              |
| 5 listopada     | „Bad Habits”                     | Ed Sheeran                                                                                   | 45 692          | [ 136 ]    | „Jagoda malinka”  | Habib                   | 3 014 406       | [ 137 ]      | „Bad Habits”               | Ed Sheeran                                                                                   | b.d. / 45 692        | [ 138 ]              |
| 12 listopada    | „Bad Habits”                     | Ed Sheeran                                                                                   | 43 886          | [ 139 ]    | „Jagoda malinka”  | Habib                   | 2 795 100       | [ 140 ]      | „Bad Habits”               | Ed Sheeran                                                                                   | b.d. / 43 886        | [ 141 ]              |
| 19 listopada    | „Bad Habits”                     | Ed Sheeran                                                                                   | 42 349          | [ 142 ]    | „Solnce Monako”   | Lusia Czebotina         | 1 632 379       | [ 143 ]      | „Bad Habits”               | Ed Sheeran                                                                                   | b.d. / 42 349        | [ 144 ]              |
| 26 listopada    | „Bad Habits”                     | Ed Sheeran                                                                                   | 43 128          | [ 145 ]    | „Solnce Monako”   | Lusia Czebotina         | 2 154 915       | [ 146 ]      | „Bad Habits”               | Ed Sheeran                                                                                   | b.d. / 43 128        | [ 147 ]              |
| 3 grudnia       | „Bad Habits”                     | Ed Sheeran                                                                                   | 45 232          | [ 148 ]    | „Solnce Monako”   | Lusia Czebotina         | 2 516 385       | [ 149 ]      | „Bad Habits”               | Ed Sheeran                                                                                   | b.d. / 45 232        | [ 150 ]              |
| 10 grudnia      | „Bad Habits”                     | Ed Sheeran                                                                                   | 44 027          | [ 151 ]    | „Solnce Monako”   | Lusia Czebotina         | 2 592 833       | [ 152 ]      | „Solnce Monako”            | Lusia Czebotina                                                                              | 20 168 / 2 592 833   | [ 153 ]              |
| 17 grudnia      | „Bad Habits”                     | Ed Sheeran                                                                                   | 40 388          | [ 154 ]    | „Solnce Monako”   | Lusia Czebotina         | 2 629 453       | [ 155 ]      | „Solnce Monako”            | Lusia Czebotina                                                                              | 28 493 / 2 629 453   | [ 156 ]              |
| 24 grudnia      | „Nocz sczastliwych nadeżd”       | Larisa Dolina, Nikołaj Baskow, Dima Biłan, Julianna Karaulowa, Chór Akademii Igora Krutojego | 106 276         | [ 157 ]    | „Solnce Monako”   | Lusia Czebotina         | 2 944 425       | [ 158 ]      | „Nocz sczastliwych nadeżd” | Larisa Dolina, Nikołaj Baskow, Dima Biłan, Julianna Karaulowa, Chór Akademii Igora Krutojego | 106 276 / b.d.       | [ 159 ]              |
| 31 grudnia      | „Nocz sczastliwych nadeżd”       | Larisa Dolina, Nikołaj Baskow, Dima Biłan, Julianna Karaulowa, Chór Akademii Igora Krutojego | 194 168         | [ 160 ]    | „Solnce Monako”   | Lusia Czebotina         | 3 550 125       | [ 161 ]      | „Nocz sczastliwych nadeżd” | Larisa Dolina, Nikołaj Baskow, Dima Biłan, Julianna Karaulowa, Chór Akademii Igora Krutojego | 194 168 / b.d.       | [ 162 ]              |